# Tahar Belkhodja

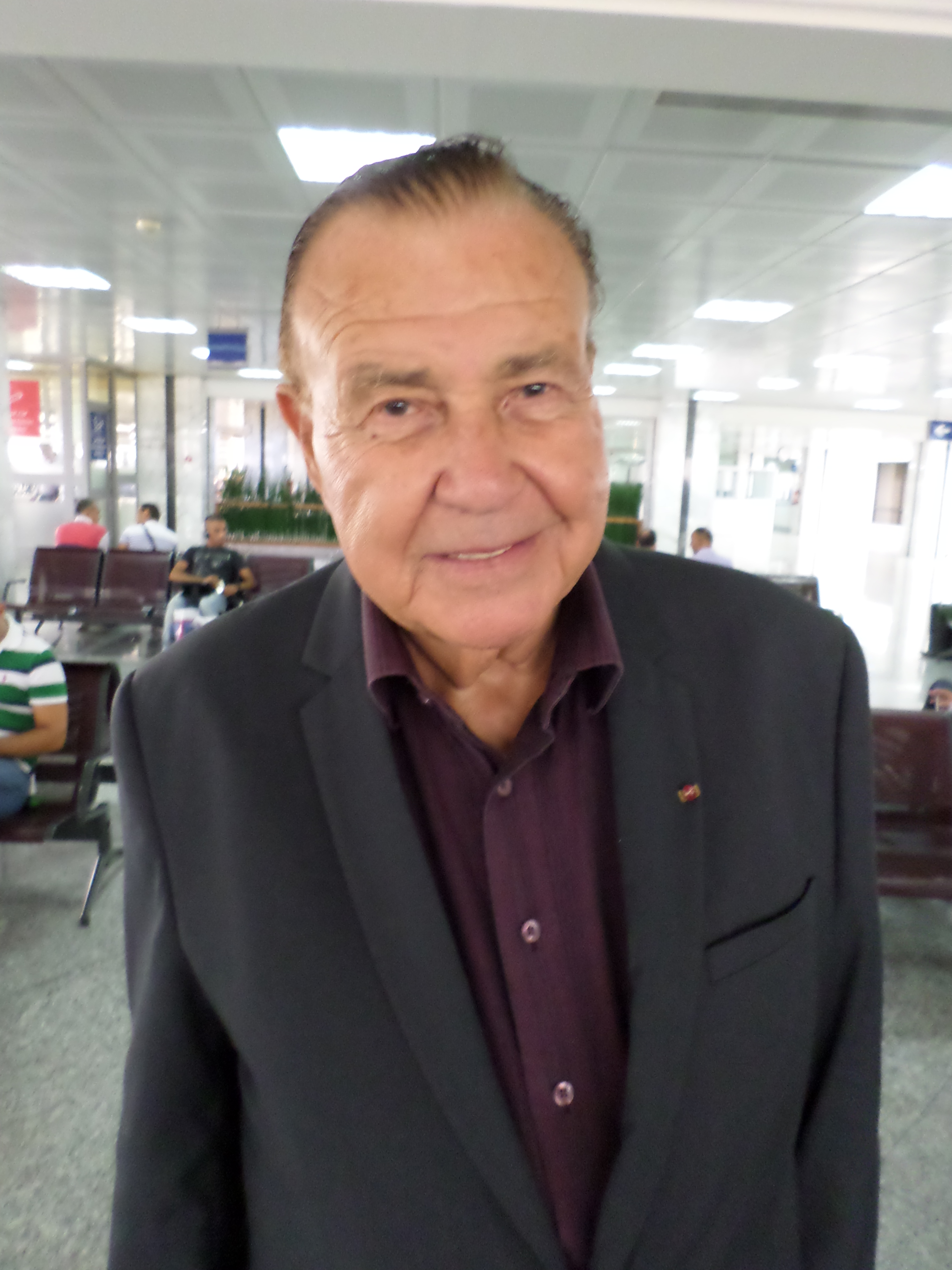
Tahar Belkhodja (2015)

Tahar Belkhodja (arabisch الطاهر بلخوجة, DMG aṭ-Ṭāhir Bilḫauǧa; * 9. Juni 1931 in Mahdia) ist ein ehemaliger tunesischer Diplomat und Politiker der Sozialistischen Destur-Partei PSD (Parti Socialiste Destourien), der unter anderem zwischen 1973 und 1977 Innenminister war.

## Leben

### Studium und diplomatische Laufbahn
Belkhodja absolvierte seine schulische Ausbildung am renommierten 1875 gegründeten Collège Sadiki in Tunis sowie in Aix-en-Provence und Toulouse. Bereits 1947 war er der Neo-Destur-Partei als Mitglied beigetreten, der Vorgängerorganisation der Sozialistischen Destur-Partei PSD (Parti Socialiste Destourien). Nach seiner Rückkehr begann er ein Studium der Agrarwissenschaften an der L’Ecole Superieure d’Agriculture, dem heutigen Institut national agronomique de Tunisie, das er 1956 als Agraringenieur abschloss. Im August 1957 löste er Hafedh Tarmiz als Generalsekretär des Allgemeinen Studentenverbandes UGET (Union générale des étudiants de Tunisie) ab und verblieb in dieser Funktion bis zu seiner Ablösung durch Mongi Kooli im August 1959. Er war zugleich Präsident der Internationalen Vereinigung der Studenten der Agrarwissenschaften sowie Studentenvertreter bei den Sitzungen des Politbüros der Neo-Destur-Partei.
Im Anschluss trat er in den diplomatischen Dienst ein und wurde im Januar 1960 Kabinettschef des damaligen Außenministers Sadok Mokaddem. Im Januar 1961 wurde er Gesandter und Geschäftsträger an der Botschaft in Frankreich und im Anschluss zwischen Dezember 1961 und September 1966 Botschafter in Westafrika mit Amtssitz in Dakar. Als solcher war er zugleich in Senegal, Elfenbeinküste, Mali, Guinea und Mauretanien akkreditiert.
Nach seiner Rückkehr wurde Belkhodja im September 1966 Kabinettschef beim Staatssekretär für Planung und nationale Wirtschaft sowie im Anschluss im Juni 1967 Generaldirektor des Nationalen Sicherdienstes, ehe er im Dezember 1968 wegen „Machtmissbrauchs“ entlassen wurde. Zugleich verlor er seine Mitgliedschaft im Zentralkomitee der PSD. Im Mai 1969 wurde er durch Präsident Habib Bourguiba wieder zum Mitglied des ZK der PSD berufen und im Juli 1969 erneut Botschafter im Senegal sowie danach am 9. März Botschafter in Spanien.

### Minister
Am 6. November 1970 übernahm Belkhodja als Nachfolger von Abdelaziz Beltaïef im Kabinett von Premierminister Hédi Nouira das Amt des Ministers für Jugend und Sport. Dieses übte er bis zu seiner Ablösung durch Ahmed Chtourou am 29. Oktober 1971 aus und wurde daraufhin sowohl Ständiger Vertreter bei den Vereinten Nationen in Genf als auch Botschafter beim Heiligen Stuhl. Nach dem Ausbruch des wegen Verrats verurteilten früheren Ministers Ahmed Ben Salah aus dem Gefängnis und dessen Flucht nach Algerien übernahm er am 4. Februar 1973 das Amt des Innenministers als Nachfolger des entlassenen bisherigen Ministers Hédi Khefacha. Im Zuge einer Kabinettsumbildung wurde er am 23. Dezember 1977 als Innenminister entlassen, woraufhin Verteidigungsminister Abdallah Farhat dieses Amt zunächst kommissarisch übernahm, ehe Dhaoui Hannablia am 26. Dezember 1977 neuer Innenminister wurde.
Nachdem Belkhodja zwischen 1979 und 1980 Botschafter in der Bundesrepublik Deutschland war, kehrte er am 3. Dezember 1980 nach Tunesien zurück und übernahm im Kabinett von Premierminister Mohamed Mzali als Nachfolger von Fouad Mebazaa das Amt des Informationsministers. Dieses Ministeramt bekleidete er bis zum 18. Juni 1983 und wurde dann durch Abderrazak Kéfi abgelöst.
Belkhodja heiratete eine Nichte des langjährigen Präsidenten Habib Bourguiba.

## Veröffentlichung
- Les trois décennies Bourguiba. Témoignage, 1998, ISBN 2-84342-011-3